# I Love Dries
I Love Dries is een Nederlandse komediefilm met in de hoofdrol Dries Roelvink.
De filmopnames vonden onder andere plaats in het streekziekenhuis Koningin Beatrix te Winterswijk. Door de keuze voor de filmlocatie te laten vallen op een echt ziekenhuis ontstond de mogelijkheid om echte artsen te laten figureren in de film. De hoofdrollen worden ingevuld door René en Rikkie de Wit, die eerder deelnamen aan het SBS6-programma De Afvallers.
De film zou oorspronkelijk in première gaan in januari 2008 tijdens een concert van Roelvink in Ahoy, dat echter werd afgelast, en zou in februari in de bioscopen moeten draaien. Door het uitblijven van een distributiedeal werd de release van de film uitgesteld tot na de zomer, waarna besloten werd de film niet in de bioscoop uit te brengen. In plaats daarvan wordt de film vertoond tijdens een tour langs verschillende Van der Valk hotels. De film ging in première op 20 oktober 2008 in Van der Valkhotel De Witte Bergen. Op maandag 27 oktober is de vertoningsdvd ontvreemd uit het Van der Valkhotel in Eindhoven. Dinsdag 28 oktober was de dvd echter alweer terecht, het bleek om een grap te gaan.

## Verhaal
De film gaat over een Nederlands echtpaar dat graag een kind wil, alleen het grote probleem is dat ze geen kinderen kunnen krijgen omdat de man onvruchtbaar is. Om toch een kind te krijgen komen ze op het idee hun idool Dries Roelvink te ontvoeren en hem zijn zaad afhandig te maken.

## Rolverdeling
| Acteur           | Personage                        |
| ---------------- | -------------------------------- |
| Dries Roelvink   | zichzelf                         |
| René de Wit      | Freek, de onvruchtbare man       |
| Rikkie de Wit    | Teuntje, de vrouw met kinderwens |
| Chiel Montagne   | wijkagent                        |
| Grad Damen       | wijkagent                        |
| Peter Beense     | zichzelf                         |
| Sugar Lee Hooper | Gerda, huisvriendin              |